# 北海道江別高等学校
北海道江別高等学校（ほっかいどうえべつこうとうがっこう、Hokkaido Ebetsu High School）は、北海道江別市に所在する道立高等学校である。平成30年に開校90周年を迎えた。通称は江高（えこう）。
教育課程は全日制課程・定時制課程に分かれており、全日制課程では「普通科」、「事務情報科」、「生活デザイン科」の3つの学科が併設されている。

## 沿革
- 1929年 - 公立江別実科高等女学校として創立される。
- 1948年 - 学制改革によって北海道江別高等学校となる。 - 定時制課程を設置する。
- 1949年 - 当別分校（現在の当別高）を設置する。
- 1950年 - 当別分校を北海道札幌西高等学校に移管する。 - 商業科(現在の事務情報科)を設置する。
- 1958年 - 家政科(現在の生活デザイン科)を設置する。
- 1959年 - 屋体と校舎の一部を残し2,400㎡を焼失。
- 1996年 - 現住所に新校舎完成。旧校舎があった北海道江別市向ヶ丘26番地から移転。 - 職業学科の学科転換を実施する。
- 2019年 - 開校90周年を迎えた。

## 概要
過去の北海道の学区制の変遷に伴い進学校から下位校まで年度により学校の性格が一変している。小学区制の時代は江別町、広島村で唯一の公立高校として全日制普通科は学区内のトップ層を取り込み、北大の他、京大、東北大にも合格者を出していた。その後、大学区制になり札幌市が学区に含まれると一変して大学進学者が殆どいない学区最下位校へと変貌した。その後、白石区の高校へ進学できる変形小学区制になると、学区内唯一の公立校としてトップ層以外の江別市及び広島村の上位層が進学するようになり北海道教育大学岩見沢分校、北海道女子短大、札幌商科大、札幌短大、光塩短大、香蘭短大などへの進学が増えた。その後中学区制になると千歳市、恵庭市と学区を同一にすると千歳高校に次ぐ学区2位校となるも、地域によっては千歳に通えないケースも多く、一部トップ層の生徒も入学する様になり再び北大合格者を出すようになった。しかし、新設の北広島高、大麻高が進学実績を伸ばす中、近年は中堅高となり、道内の私立大学、専門学校への進学が中心となっている。四年制大学や短期大学、看護学校、専門学校へ進学する者や民間就職・公務員等、進路先は多岐にわたっており、幅広い進路活動が行われている。四年制大学の進学先としては、例年道内私立大学への進学者が最も多く、北海道大学、小樽商科大学、北海道教育大学、室蘭工業大学等の道内国立大学や道外国公立大学及び道外私立大学へ進学する者もいる。

## 教育課程
- 全日制課程
  - 普通科
  - 事務情報科
  - 生活デザイン科 - 2年次より以下の2コースに分かれる。
    - 染織インテリアコース
    - 服飾コース
- 定時制課程
  - 普通科

## 教育目標
- 知性を髙め、創造性豊かな生徒
- 自由を尊び、責任を持つ生徒
- 健康に努め、実践力ある生徒

## 部活動

### 外局
- 新聞局
- 図書局
- 保健局
- 放送局

### 体育系
- 野球部
- 卓球部
- 女子バスケットボール部
- ソフトテニス部
- サッカー部
- 陸上部
- 柔道部
- 剣道部
- バドミントン部
- ソフトボール部(2018年廃部)
- バレーボール部
- ワンダーフォーゲル部
- ホッケー部
- 弓道部

### 文化系
- 吹奏楽部
- 英語部
- 美術部
- 書道部
- 商業研究部
- 華道部
- 茶道部
- 演劇部
- 漫画研究部
- ボランティア部
- 写真部
- ダンス・ヴォーカル部

## 関連・出身人物
- 小川公人 - 元江別市長
- 成田智志 - 作家
- 希志あいの - 元AV女優
- 野畑慎 - 歌手、元The ROOTLESS
- 越崎恭平 - ラジオディレクター
- 岩野祐二 - 作詞家、音楽プロデューサー、演出家
- 高田秋 - モデル[1]